# Prix Roger Ledoyen
Prix Roger Ledoyen är ett montélopp för sex-tioåriga hingstar, valacker och ston som äger rum i maj på Hippodrome de Vincennes i Paris i Frankrike. Det är ett Grupp 3-lopp, man måste minst ha sprungit in 54 000 euro för att få starta.
Loppet rids över 2850 meter på stora banan på Vincennes, med voltstart. Den samlade prissumman är 90 000 euro, och 40 500 euro i första pris.

## Vinnare
| År   | Häst               | Efter           | Kusk              | Tränare          | Tid    |
| ---- | ------------------ | --------------- | ----------------- | ---------------- | ------ |
| 2025 | Éxtreme Desbois    | Tornado Bello   | Benjamin Rochard  | Benjamin Goetz   | 1'11"7 |
| 2024 | In Love du Choquel | Carat Williams  | François Lagadeuc | Nicolas Bridault | 1'12"8 |
| 2023 | Fougue du Dollar   | Up and Quick    | Mathieu Mottier   | Sylvain Roger    | 1'12"3 |
| 2022 | Georgica Gédé      | Atlas de Joudes | Mathieu Mottier   | Alexandre Pillon | 1'13"0 |